# タッデオ・ガッディ

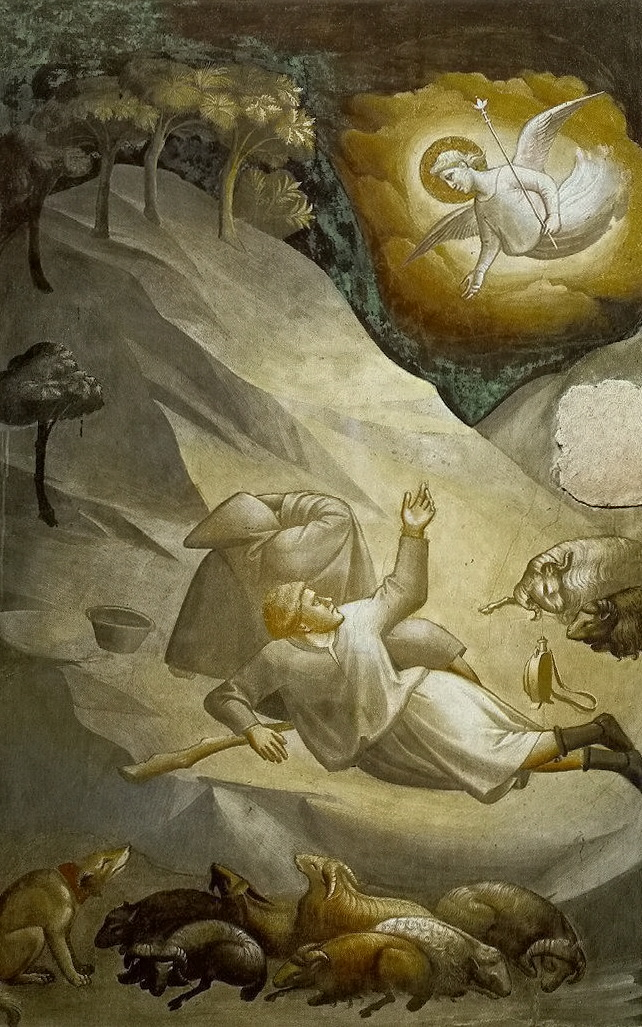
タッデオ・ガッディ『羊飼いへの天使の知らせ』（1328年 - 1330年）フレスコ画/フィレンツェ、サンタ・クローチェ聖堂

タッデオ・ガッディ（Taddeo Gaddi、1300年頃 - 1366年）は、初期ルネサンス期に活動したイタリアの画家、建築家。タッデーオ・ガッディとも表記される。画家としては祭壇画や壁画を制作した。ジョットの弟子であった。建築家としてはポンテ・ヴェキオ（en:Ponte Vecchio）という橋のデザインを手掛けたと信じられている。

## 生涯と作品
ガッド・ガッディ（en:Gaddo Gaddi）の息子である、タッデオ・ガッディは、最初、ジョットの弟子兼助手として絵を学んだ。チェンニーノ・チェンニーニはその著書のなかで、ジョットはタッデオの代父で二人の関係は24年間続いた、と述べている。
『聖フランチェスコの聖痕』（1325年頃 - 1330年。テンペラ、板）のような初期の作品はジョットのスタイルを微妙に作り直したことをはっきりと示している。
おそらくタッデオの最も有名な作品は、フィレンツェのサンタ・クローチェ聖堂にある、聖母子の生涯を描いたフレスコ画の連作（1328年 - 1338年）であろう。『羊飼いへの天使の知らせ』は、タッデオの光とその効果への興味をよく表している。しかし、タッデオの日食研究は最終的に、1339年の目の負傷を招くことになった。
建築家として、タッデオはポンテ・ヴェキオの他に、ポンテ・トリニータという橋も作ったと言われるが、この橋は16世紀に破壊されてしまった。
次の2つの事実が、タッデオがフィレンツェの美術家として重要な人物であることを示している。
1. ジョルジョ・ヴァザーリは、『画家・彫刻家・建築家列伝』の中に、タッデオの伝記を載せている。
2. タッデオの名前は『フィレンツェにいた優れた名画家たち』のリストの一番上に出ている[3]。

タッデオには4人の息子たちがいて、そのうち3人（ジョヴァンニ、アーニョロ、ニッコロ）は美術家として知られている。4番目の息子のザノービが美術を本職としていたかどうかは、それを示す証拠がない。

## 作品

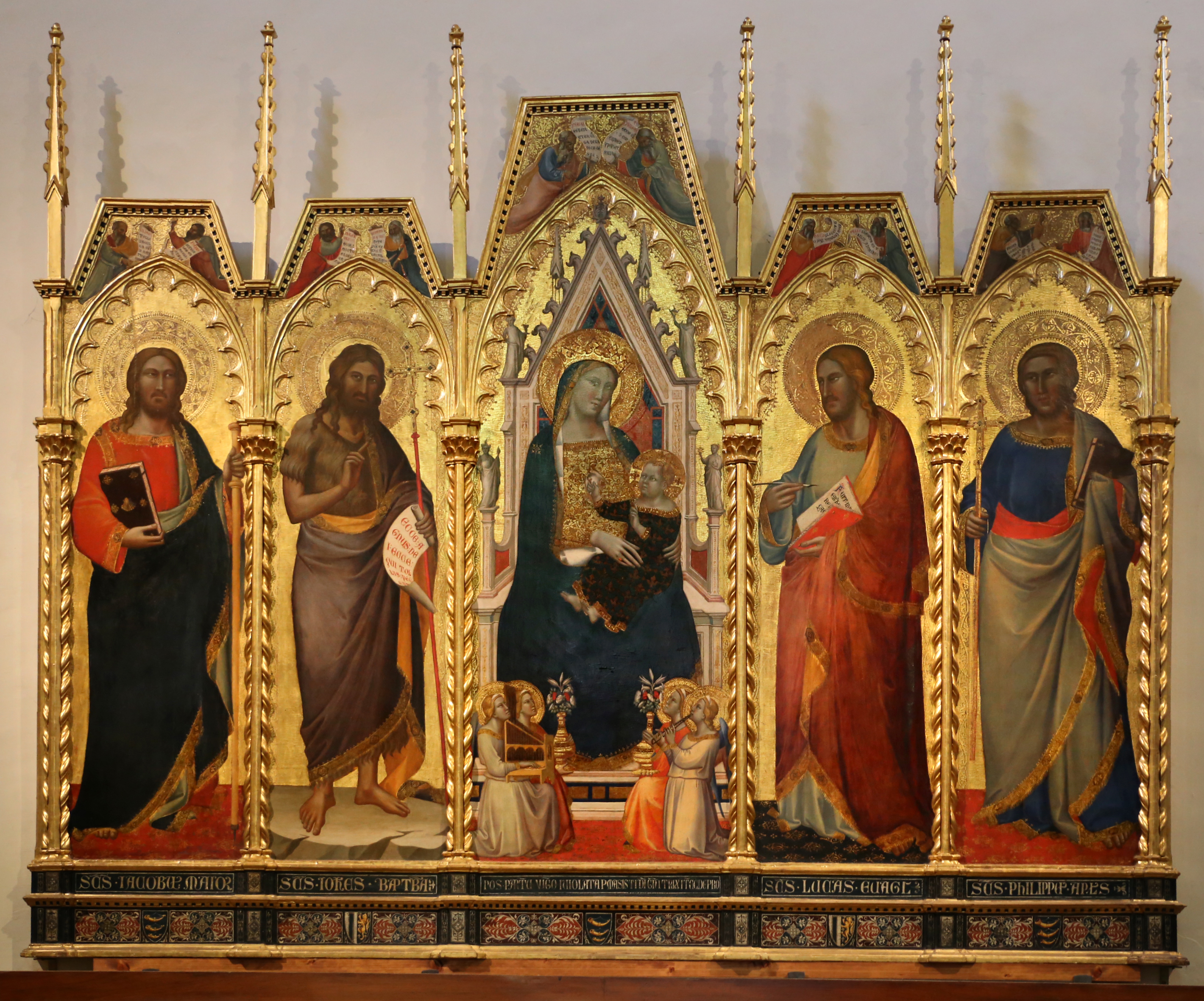
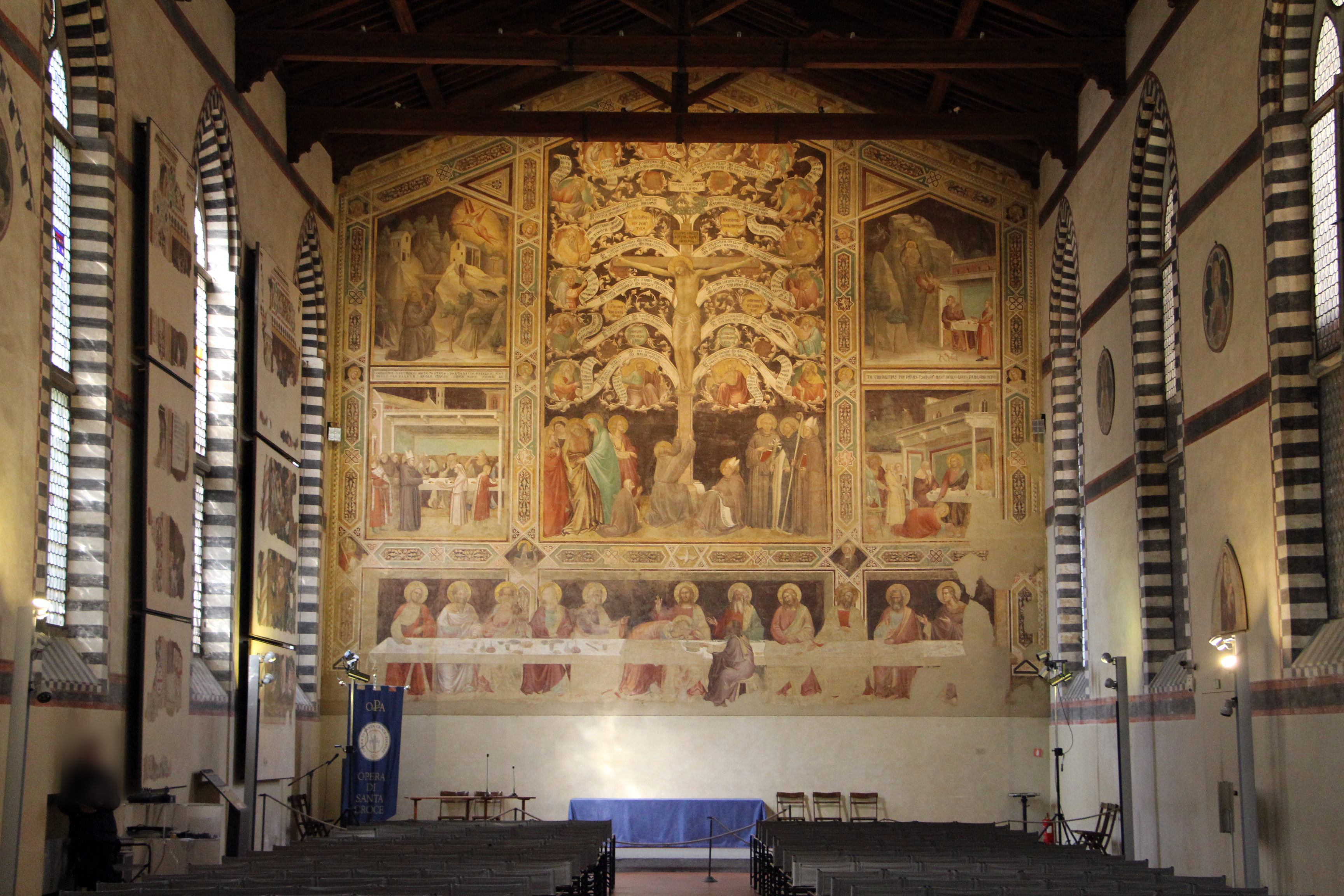